# Малован
Малован је планина у општини Купрес, Босна и Херцеговина. Налази се на надморској висини од 1826 метара.